# New York Mills
|  | Per a altres significats, vegeu «New York Mills (Minnesota)». |

New York Mills és una vila al Comtat d'Oneida (Nova York). Segons el cens del 2000 tenia 3.191 habitants.

## Demografia
Segons el cens del 2000, New York Mills tenia 3.191 habitants, 1.550 habitatges, i 806 famílies. La densitat de població era de 1.080,7 habitants/km².
Dels 1.550 habitatges en un 21,9% hi vivien nens de menys de 18 anys, en un 37,9% hi vivien parelles casades, en un 10,5% dones solteres, i en un 48% no eren unitats familiars. En el 41,7% dels habitatges hi vivien persones soles el 21,4% de les quals corresponia a persones de 65 anys o més que vivien soles. El nombre mitjà de persones vivint en cada habitatge era de 2,06 i el nombre mitjà de persones que vivien en cada família era de 2,84.
Per edats la població es repartia de la següent manera: un 18,6% tenia menys de 18 anys, un 7,9% entre 18 i 24, un 28,1% entre 25 i 44, un 21,3% de 45 a 60 i un 24% 65 anys o més.
L'edat mediana era de 42 anys. Per cada 100 dones de 18 o més anys hi havia 78,3 homes.
La renda mediana per habitatge era de 30.993 $ i la renda mediana per família de 39.779 $. Els homes tenien una renda mediana de 30.000 $ mentre que les dones 29.844 $. La renda per capita de la població era de 19.793 $. Entorn del 8,6% de les famílies i el 10,7% de la població estaven per davall del llindar de pobresa.